# Dansk Vandrelaug i Gevninge og Silkeborg
|  | Denne artikel er oprettet af botten Steenthbot ud fra en ekstern database. Den kan derfor have sproglige fejl eller mangler. Denne skabelon kan fjernes efter kontrol af indholdet. |

Dansk Vandrelaug i Gevninge og Silkeborg er en dansk dokumentarisk optagelse fra 1949.

## Handling
Dansk Vandrelaugs stævner ved henholdsvis Gevninge 1947 og Silkeborg 1949:

1) Sjællands Stævnet Gevninge Sommeren 1947: Stævnet indledes med flaghejsning. Skøre indslag som klipning af øjenbryn og døbning af de nye. Glimt af Lindenborg Kro.

2) Påskeferien i Silkeborg 1949, fotograf C.J.Brandt: Lejrtur ved Ungdomsherberget Aabo ved Remstrup Å og Silkeborgsøerne. Tiden fordrives med teltslagning, kortspil, korttricks, piberygning, sejlture i robåd og kano og badning i søerne, gymnastik, Chaplin-spas, musikoptrædender og fællessang samt selvfølgelig vandeture.